# 品川区民の歌
「品川区民の歌」（しながわくみんのうた）は、東京都品川区が制定した区民歌である。作詞・橋本伽耶、補作・岩佐東一郎、作曲・服部良一。

## 解説
1962年（昭和37年）の品川音楽文化協会設立を記念して選定され、翌1963年（昭和38年）3月に品川文化会館公会堂で初演奏が行われた。2012年（平成24年）刊の『全国都道府県の歌・市の歌』に本曲は収録されておらず、作成経緯に関する詳細は不明だが懸賞募集の入選作を詩人の岩佐東一郎が補作し、服部良一に作曲を依頼したものとみられる。
1978年（昭和53年）には都はるみが歌唱する区民音頭「品川音頭」が選定され、日本コロムビアが製造したシングル盤（規格品番：PES-7879-CP）のB面に品川区合唱連盟の「品川区民の歌」歌唱が収録された。現在は区内で開催される「しながわ宿場まつり」他の行事に際して「品川音頭」や「品川甚句」と共に区歌が演奏されている。
品川区に関連する区民歌や音頭以外の楽曲としては1982年（昭和57年）に採択された品川区民憲章の条文を基に作られた憲章歌「We hope for happiness」（作詞：甲斐新、作曲：小川寛興）があり、2001年（平成13年）には憲章の採択30周年を記念して憲章歌と同じ作詞・作曲者により組曲『しながわ物語』が作成された。